# Delta blues

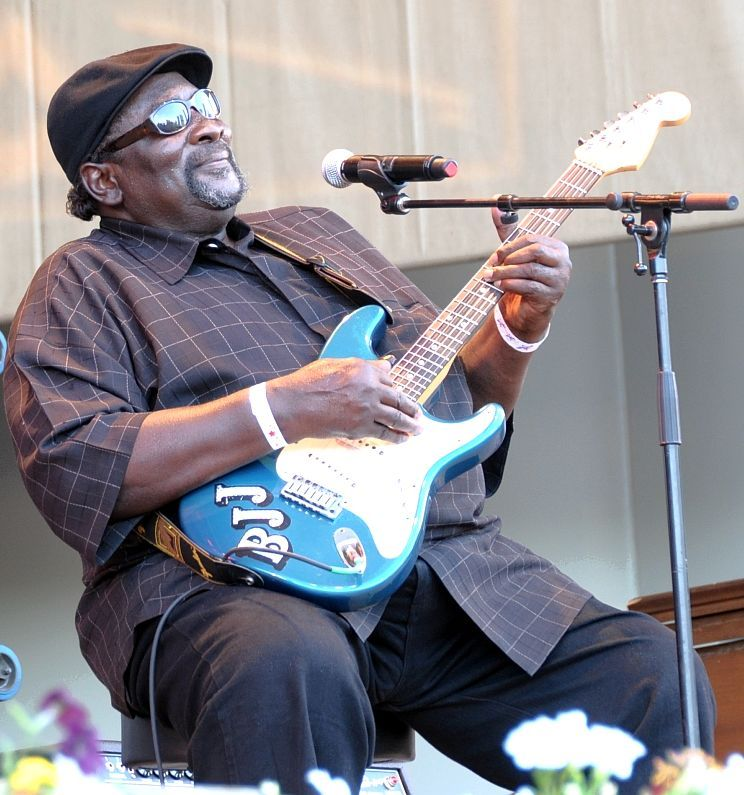
Big Jack Johnson - Blues Festival 2009

El Delta blues es uno de los primeros tipos de música blues, originaria de la región del Delta del Misisipi (no confundir con el delta del río Misisipi). Los instrumentos principales de este estilo son la guitarra y la armónica, combinando en sus estilos vocales ritmos lentos y pasionales.

## Características
El Delta blues tiene un estilo muy característico, en el que la forma de cantar suele ser tensa y vehemente, con textos repletos de metáforas aparentemente no relacionadas entre sí y tejidas en una trama poética evocadora. A su vez, el estilo de la guitarra es sobrio y aparentemente simple, aunque muy imaginativo. Es muy frecuente el uso del bottleneck y del slide y de una técnica de fingerpicking característica. Normalmente se toca con afinación estándar. En la secuencia rítmica lo más representativo es la potencia de los bajos, así como su carácter repetitivo y sincopado. Especialmente en la zona montañosa de la región, los blues solían tener sólo un acorde.
Tuvo mucha influencia en el Blues de Chicago, en parte porque un gran número de bluesmen de la región emigraron allí en la posguerra.

## Historia
Las primeras grabaciones de Delta blues datan de los primeros años de la década de 1920, consistiendo principalmente en interpretaciones de una única persona cantando y tocando un instrumento; sin embargo, durante las actuaciones en directo los intérpretes solían estar acompañados por una banda. Un exponente destacado en las primeras grabaciones de Delta blues fue John Lomax, que viajó por todo el Sur de Estados Unidos grabando las interpretaciones que hacía la gente de la calle; Lomax realizó miles de estas grabaciones, las cuales se encuentran en la Smithsonian Institution.
Las palabras "Delta blues" hacen referencia tanto a un apelativo geográfico como a un estilo musical: Skip James y Elmore James, que no nacieron en la zona del delta de Misisipi, son considerados intérpretes de Delta blues. Músicos diversos viajaron desde el delta del río Misisipi hasta Arkansas, Luisiana, Texas y Tennessee, consiguiendo en años posteriores que el Delta blues se expandiera por todo el país, dando lugar a la creación de variaciones regionales como el Chicago blues y el Detroit blues.
Debido a que en la década de 1920 la vida en el delta del Misisipi era prácticamente feudal, y debido también al ambiente opresivo de las plantaciones, se creó una subcultura de artistas de blues que se refugiaron en este estilo musical.
La "Mississippi State Penitentiary" en Parchman Farm tuvo una gran influencia en varios intérpretes de blues que cumplieron condena en ella, existiendo referencias a esta prisión en canciones como la de Bukka White "Parchman Farm Blues" y la folk "Midnight Special".

## Intérpretes destacados
- Robert Johnson (1911-1938)
- Sonny Boy Williamson II (1912-2001)
- Elmore James (1918-1963)
- Ishman Bracey
- Willie Brown
- Sam Chatmon
- Bob Cobb
- Mike Cross
- Arthur Crudup
- David Honeyboy Edwards (1915-2011)
- Earl Hooker
- Son House (1902-1988)
- John Lee Hooker (1917-2001). Pionero en el Detroit blues.
- Mississippi John Hurt (1892-1966)
- Skip James (1902-1969)
- Tommy Johnson. Influenciado por Charley Patton.
- Paul Jones
- Leadbelly (Huddie William Ledbetter) (1888-1949)
- Furry Lewis
- Robert Lockwood Jr.
- Robert Lowery
- Tommy McClennan
- Memphis Minnie
- Charley Patton (1891-1934). Una de las primeras "estrellas" del Delta blues.
- Paul Pena
- Snooky Pryor
- Johnny Shines
- Henry Sloan. Mentor de Charley Patton.
- Sunnyland Slim
- Geechie Temple
- Hound Dog Taylor
- Muddy Waters (1915-1983). Pionero en el Chicago blues.
- Bukka White
- Big Joe Williams
- Elmo Williams
- Howlin' Wolf (1910-1976)
- Eric Clapton[3]